# Anthophylax
Anthophylax är ett släkte av skalbaggar. Anthophylax ingår i familjen långhorningar.
Kladogram enligt Catalogue of Life:
| Anthophylax | \| \| Anthophylax attenuatus \| \| \| \| \| \| Anthophylax cyaneus \| \| \| \| \| \| Anthophylax hoffmani \| \| \| \| \| \| Anthophylax viridis \| \| \| \| |
|             | \| \| Anthophylax attenuatus \| \| \| \| \| \| Anthophylax cyaneus \| \| \| \| \| \| Anthophylax hoffmani \| \| \| \| \| \| Anthophylax viridis \| \| \| \| |
|             | Anthophylax attenuatus |
|             | |
|             | Anthophylax cyaneus |
|             | |
|             | Anthophylax hoffmani |
|             | |
|             | Anthophylax viridis |
|             | |